# Голяма награда на Лас Вегас
Голямата награда на Лас Вегас е кръг от световния шампионат на ФИА – Формула 1. Провежда се в Парадайс, Невада, САЩ като нощно състезание на временна улична писта. Първото състезание се провежда на 18 ноември 2023 г. 
Формула 1 и Либърти Медия, притежателят на търговските права за спорта в САЩ, подписват десетгодишен договор за провеждане на състезанието, до 2032 г.

## История
Голямата награда на Лас Вегас е третата надпревара на Формула 1, която се провежда в САЩ, след Голямата награда на САЩ (в Остин, Тексас) и Голямата награда на Маями. За това допринася нарастналата популярност на Формула 1 в Щатите.
През 1981 г. и 1982 г. се провеждат две състезания на Формула 1 в Лас Вегас като част от Голямата награда на Сизърс Палас. За писта тогава се използва временно трасе на паркинга на едноименния хотел, но поради проблеми с настилката, жегата и организацията след два сезона състезанието е прекратено.
Пистата на Голямата награда на Лас Вегас се намира до много от най-известните казина и ще преминава по централния булевард на града. Името ѝ е Лас Вегас Стрип и е проектирана от Тилке ГмбХ, като проектът се ръководи от Карстен Тилке, син на Херман Тилке. Дължината на пистата е 6,201 км и има 17 завоя; цялото състезание включва 50 обиколки (общо 310 км).
Формула 1 купува терен от 39 акра, на които изгражда постоянни съоръжения за постоянни боксове и падок, които да се използват по време на състезанията.

## Победители
| Година | Пилот          | Конструктор                | Писта           | Статистика |
| ------ | -------------- | -------------------------- | --------------- | ---------- |
| 2023   | Макс Ферстапен | Ред Бул Рейсинг-Хонда РБПТ | Лас Вегас Стрип | Статистика |